# Zidarovo, Burgas
Zidarovo (în bulgară Зидарово) este un sat în comuna Sozopol, regiunea Burgas,  Bulgaria. 

## Demografie
Componența etnică a satului Zidarovo
     Turci (14,61%)
     Bulgari (66,75%)
     Romi (18,09%)
     Nicio identificare (0,53%)
La recensământul din 2011, populația satului Zidarovo era de 1.122 locuitori. Din punct de vedere etnic, majoritatea locuitorilor (66,75%) erau bulgari, existând și minorități de romi (18,09%) și turci (14,61%). Pentru 0,53% din locuitori nu este cunoscută apartenența etnică.